# Rio Haryanto
Rio Haryanto, född den 22 januari 1993 i Surakarta, är en indonesisk racerförare; som körde Formel 1 för Manor under de 12 första racen 2016.

## Racingkarriär

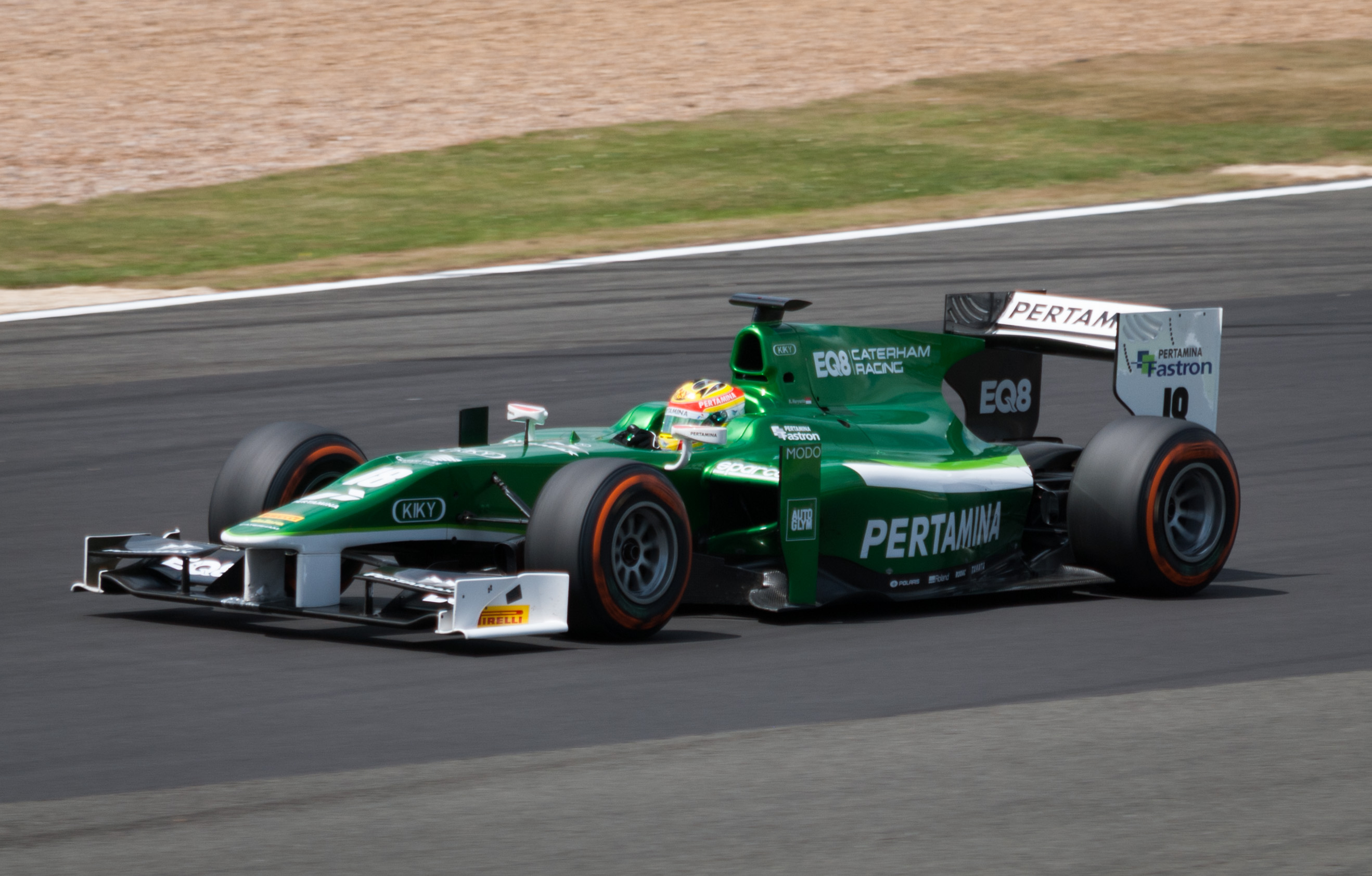
Rio Haryanto på Silverstone Circuit.

Haryanto startade sin formelbilkarriär 2008 med att tävla några olika klasser, däribland Formula BMW Pacific, där han året efter lyckades ta hem mästerskapstiteln. Under 2010 tävlade han i det nystartade GP3 Series-mästerskapet, och körde även test med Formel 1-stallet Virgin på Yas Marina Circuit. Under 2011 fortsatte han i GP3, men tävlade även i GP2 Final, vilket sedermera ledde till att han fick en ordinarie plats i GP2 Series 2012 hos Carlin, innan han inför 2013 flyttade till Addax Team, med vilka han tävlade en säsong då han gick över till Caterham Racing 2014. Under 2015 tävlade han för Campos Racing i GP2, där han blev fyra. Under 2016 körde han de 12 första racen i Formel 1 för Manor, tillsammans med Pascal Wehrlein.

## F1-karriär
| Säsong            | Stall/Tillverkare | Placering         | Lopp | Poäng | Etta | Tvåa | Trea | Pole | Varv |
| ----------------- | ----------------- | ----------------- | ---- | ----- | ---- | ---- | ---- | ---- | ---- |
| 2016              | MRT-Mercedes      | 24                | 12   | 0     | 0    | 0    | 0    | 0    | 0    |
| Sammanlagt (2016) | Sammanlagt (2016) | Sammanlagt (2016) | 12   | 0     | 0    | 0    | 0    | 0    | 0    |